# Trosse
En trosse bruges, når et skib fortøjes. Det kan ske til en kaj, bøje eller fortøjningspæle. Ved mindre både kan almindeligt tovværk på 12-20 mm klare belastningen, men ved større skibe anvendes trosser, der er meget sværere tovværk. Trosser er typisk lavet af syntetiske fibre, da naturfibre suger vand og rådner nemt.
Fortøjningstrosser har som regel en øjesplejsning i enden til at lægge over pullerten, og slækket tages op med et spil på skibet. Således er der ingen knob, der kan gå i bekneb og det er hurtigt at lægge fra. Hvis 2 skibe skal fortøje ved samme pullert, kræver det at øjet på den sidste trosse lægges indeni den første trosses øje nedefra, ellers kan det først ankomne skib ikke lægge fra først.
Trosser har ved anskaffelse en standardlængde på 220 meter: 1/1 trosse, 1/4 trosse etc.

## Trossemand
Den person, som på kajen tager imod et anløbende skibs trosser eller slipper trosserne fri ved et skibs afgang, kaldes for en trossemand, – uanset hvilket køn vedkommende har. Er der flere om opgaven kaldes de under ét for et trossehold.